# 矢嶋直規
矢嶋 直規（やじま なおき、1963年 - ）は、日本の哲学者。国際基督教大学教授。

## 略歴
岐阜県出身。
1991年慶應義塾大学大学院文学研究科修士課程修了。1998年エディンバラ大学大学院文学研究科哲学専攻修士課程修了。2005年同大学院社会科学研究科政治学専攻博士課程修了。
敬和学園大学人文学部教授を経て、2009年国際基督教大学上級准教授、2012年教授。

## 著書

### 単著
- 『ヒュームの一般的観点』（勁草書房, 2012年）

### 分担執筆
- （日本イギリス哲学会編）『イギリス哲学思想事典』（研究社, 2007年）
- （小泉仰監修・ 西洋思想受容研究会編）『西洋思想の日本的展開』（慶應義塾大学出版会, 2002年）

### 訳著
- （間瀬啓允共訳）ヘンリック・スコリモフスキー『エコフィロソフィ』（法蔵館, 1999年）